# Боев, Иван Капитонович
Иван Капитонович Боев (1924—1980) — советский военный. Участник Великой Отечественной войны. Герой Советского Союза (1943). Капитан.

## Биография
Иван Капитонович Боев родился 6 сентября 1924 года в селе Ксизово Воронежского уезда Воронежской губернии РСФСР (ныне Задонского района Липецкой области Российской Федерации) в крестьянской семье. Русский. Воспитывался в детском доме. Получив восьмилетнее образование, работал трактористом в совхозе в Чапаевском районе Саратовской области.
В ряды Рабоче-Крестьянской Красной Армии Иван Капитонович был призван 6 декабря 1942 года. После окончания полковой школы младших командиров сержант И. К. Боев был направлен в расположение 226-й стрелковой дивизии 60-й армии Центрального фронта второго формирования и был назначен командиром отделения 553-го отдельного сапёрного батальона. В боях с немецко-фашистскими захватчиками Иван Капитонович с конца марта 1943 года. Участвовал в Курской битве, освобождении Левобережной Украины. Особо отличился в Битве за Днепр.
В конце сентября 1943 года подразделения 60-й армии, освободив города Глухов, Конотоп, Бахмач и Нежин, вышли к Днепру севернее Киева и 27 сентября 1943 года сходу форсировали водную преграду, захватив плацдармы на рубеже Ясногородка — Страхолесье. Отделение сапёров старшего сержанта И. К. Боева под сильным огнём противника обеспечивало переправу 985-го стрелкового полка 226-й стрелковой дивизии в районе села Толокунская Рудня (ныне село Толокунь Вышгородского района Киевской области). В ходе контратаки немцы на одном из участков смогли прорваться к Днепру. Уцелевшие бойцы, в том числе и сержант Боев с шестью сапёрами своего отделения, вынуждены были до темноты прятаться в камышах. Ночью Иван Капитонович и красноармеец В. Г. Акатов смогли угнать лодку у немцев, благодаря чему ещё тринадцать бойцов смогли благополучно вернуться на восточный берег. За проявленный героизм при форсировании Днепра и спасение личного состава Ивану Капитоновичу было присвоено воинское звание старший сержант, а 17 октября 1943 года звание Героя Советского Союза. 21 октября 1943 года решением военного совета 60-й армии Иван Капитонович был награждён орденом Красного Знамени.
После Битвы за Днепр старший сержант И. К. Боев воевал в составе Воронежского (с 20.10.1943 — 1-го Украинского) и 4-го Украинского фронтов. Участвовал в освобождении Правобережной Украины, южной Польши, Чехословакии. Война для Ивана Капитоновича закончилась 11 мая 1945 года под Прагой.
После Победы старший сержант И. К. Боев продолжил службу в армии. В августе 1945 года его направили в 1-е Московское Краснознамённое ордена Ленина военное авиационное училище связи, которое Иван Капитонович окончил в 1946 году. До 1959 года он служил начальником связи одной из воинских частей. В 1959 году Иван Капитонович уволился в запас в звании капитана. После выхода в отставку жил в городе Тростянец Сумской области Украинской ССР, работал на деревообрабатывающем комбинате. 24 марта 1980 года Иван Капитонович скончался. Похоронили его на Центральном кладбище города Тростянец.

## Награды
- Медаль «Золотая Звезда» (17.10.1943);
- орден Ленина (17.10.1943);
- орден Красного Знамени (21.10.1943);
- орден Красной Звезды;
- медали.

## Память
- Имя Героя Советского Союза И. К. Боева увековечено на мемориальной плите, установленной на памятнике воинам-освободителям в городе Тростянец Сумской области Украины

## Документы
- Общедоступный электронный банк документов «Подвиг Народа в Великой Отечественной войне 1941—1945 гг.» Архивировано 13 марта 2012 года.

Представление к званию Героя Советского Союза. Архивировано 16 мая 2013 года.
Указ Президиума Верховного Совета СССР о присвоении звания Героя Советского Союза. Архивировано 16 мая 2013 года.
Орден Красного Знамени (наградной лист и приказ о награждении). Архивировано 16 мая 2013 года.